# Zentralpost Kaunas

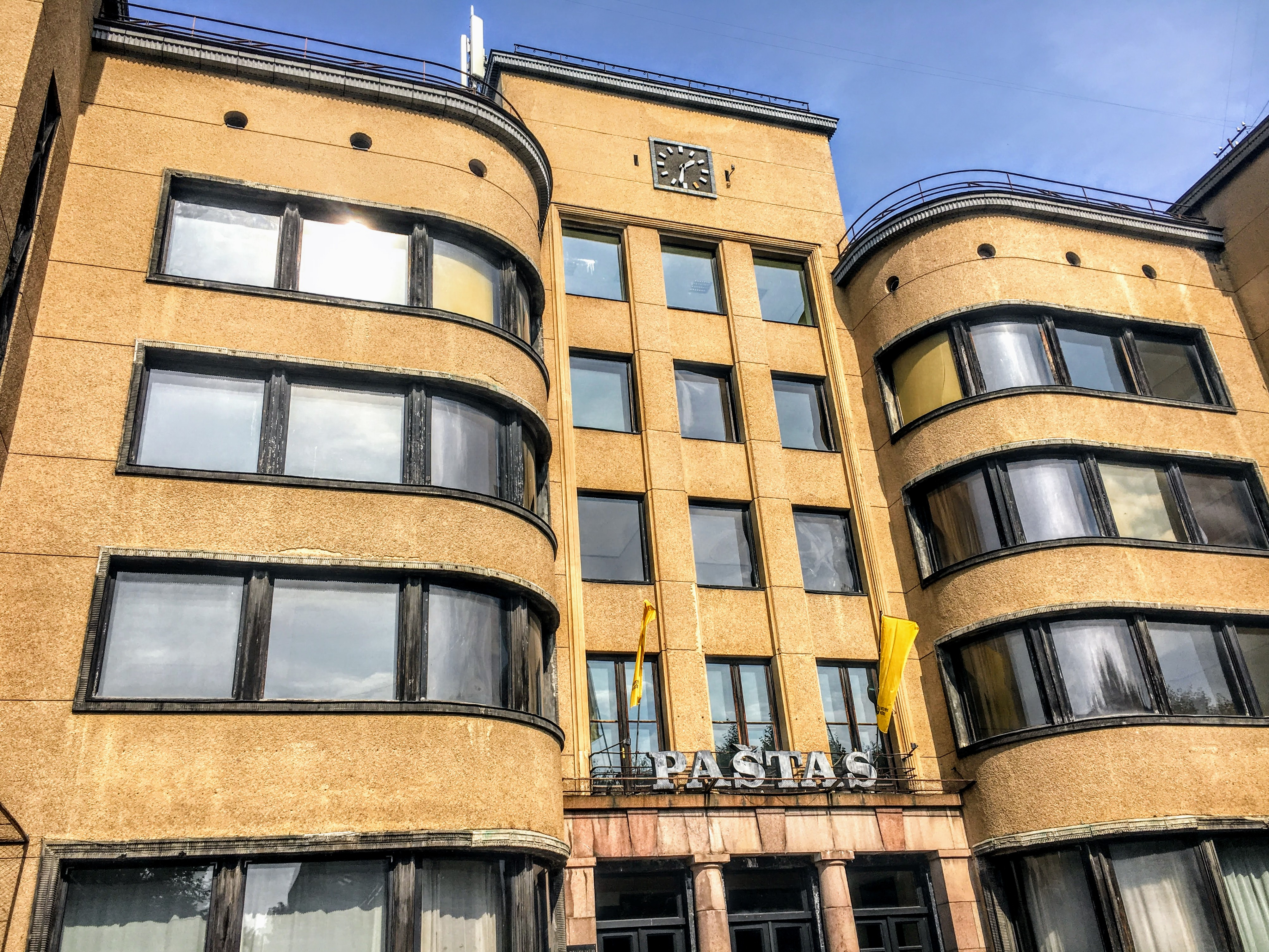
Hauptpost Kaunas von außen

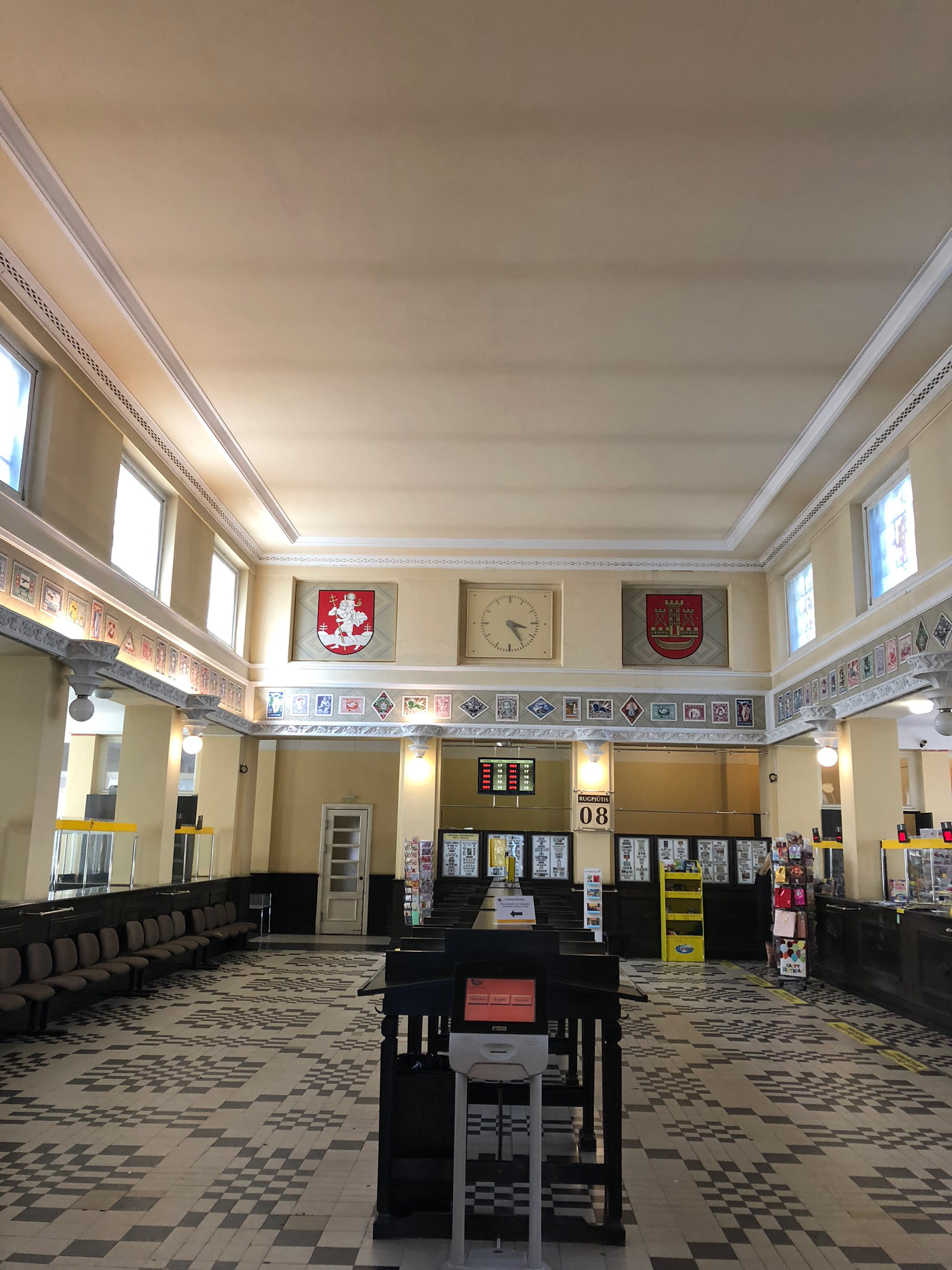
Saal

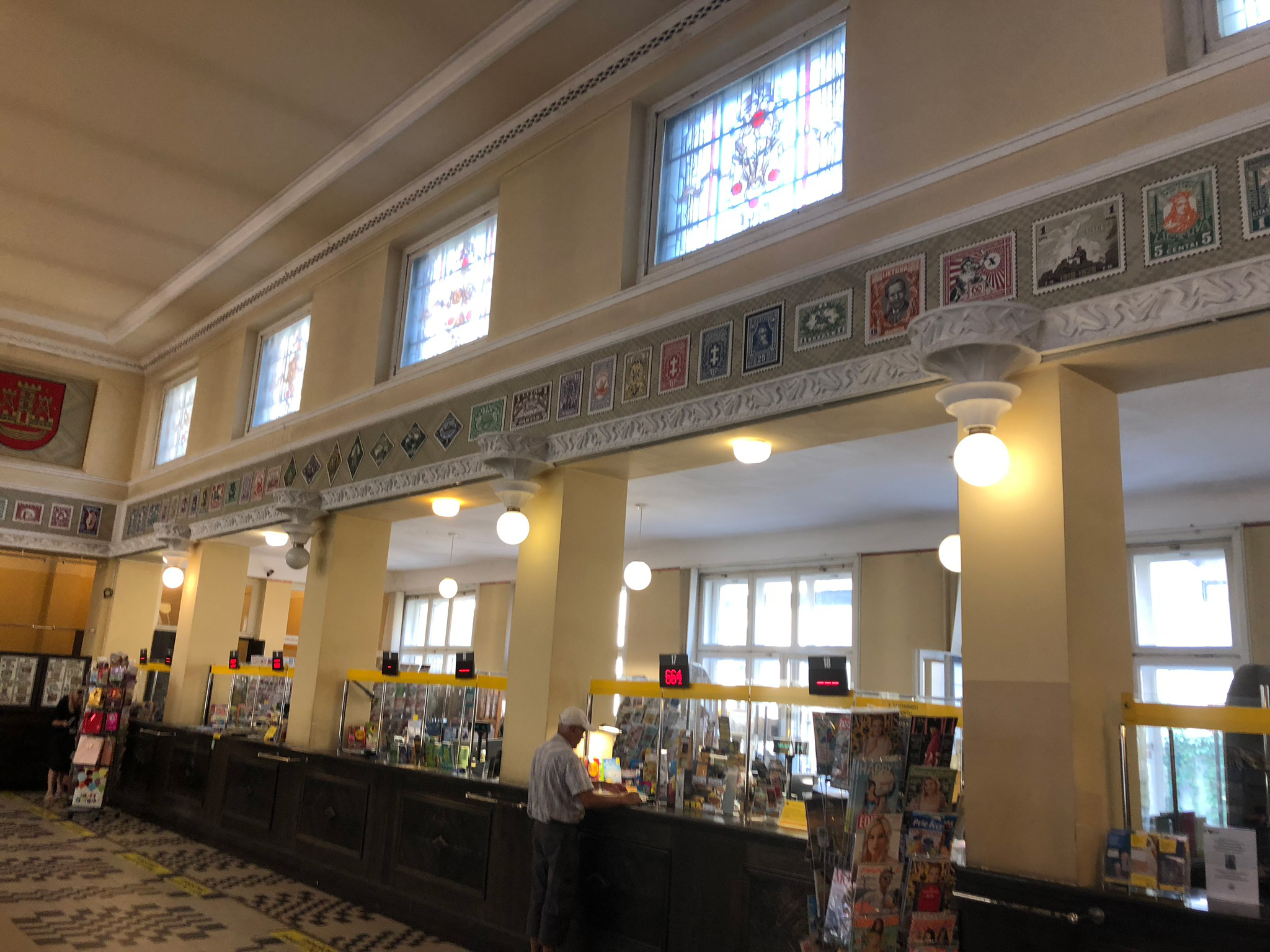
Innen

Die Zentralpost Kaunas (lit. Kauno centrinis paštas) ist ein ehemaliges Postgebäude in der litauischen zweitgrößten Stadt Kaunas. Das Gebäude befindet sich in der Laisvės alėja 102. Sie ist ein besonders wichtiges Symbol der nationalen Architektur des Modernismus in Litauen. 

## Geschichte
Der Bau geht auf das Jahr 1930 (500. Todesjahr von Großfürst Vytautas Magnus) zurück. Der Projektautor und Architekt war Litauer Feliksas Vizbaras. Die Kosten für den Bau betrugen über 1,5 Mio. Litas, weitere 250.000 Lt für Dekorationen und Ausrüstung des Gebäudes. Von 1978 bis 1980 wurden die oberen Fenster der Halle mit Buntglas verglast, die Wände mit furnierten Dolomit-Platten belegt und einige der  Büroräume neu gestaltet.
2020 wurde das Gebäude von der Regierung Litauens  zum Kulturdenkmal erklärt. Obwohl das Gebäude vom Eigentümer (der Litauischen Post) an private Käufer verkauft werden soll, sollte es für die Öffentlichkeit weiter zugänglich bleiben.
Derzeit befindet sich das Gebäude in einem schlechten Zustand.